# Pyrodictium
Genre
Espèces de rang inférieur
- Pyrodictium abyssi
- Pyrodictium brockii
- Pyrodictium occultum

Pyrodictium est un genre d'Archaea appartenant au phylum des Crenarchaeota. Ce sont des micro-organismes hyperthermophiles, anaérobie strict, chimiolitho-autotrophe.

## Liste d'espèces
Selon NCBI (3 janv. 2011) :
- Pyrodictium abyssi
  - Pyrodictium abyssi DSM 6158
- Pyrodictium brockii
- Pyrodictium occultum